# Diecezja Canindeyú
Diecezja Canindeyú – diecezja rzymskokatolicka w Paragwaju z siedzibą w Katueté (departament Canindeyú). Sufragania metropolii Asunción. Powstała 10 lutego 2024 z części terenu diecezji Ciudad del Este. Pierwszym biskupem diecezji został nominowany Roberto Zacarías.

## Główne świątynie
- Katedra Najświętszego Serca Jezusa w Katueté[2]

## Biskupi
- Roberto Zacarías (od 2024)